# Хидроенергија
Хидроенергија је енергија која потиче од снаге воде (hydro), па отуда и њен назив. Представља конвенционалан обновљиви извор енергије, који се вековима користи за добијање механичке, а већ дуже од сто година и електричне енергије. Пре него што је комерцијална електрична енергија постала широко доступна, енергија воде се користила за наводњавање и погон разних машина, попут воденица, машина у текстилној индустрији, пилана, лучких дизалица или дизала. Од почетка 20. века, термин се користи већином у споју с модерним развојем хидроелектричне енергије, што је омогућило коришћење удаљених извора енергије.
Друга метода је користила компресор, који би компримовао ваздух помоћу млаза воде, а чија би се енергија затим могла користити за погон машина удаљених од воде. Хидроенергија је обновљиви извор енергије. Енергија воде се очитује у хидрологији, као снага воде у речном кориту. Када река набуја, она је тада најснажнија и покреће највећу количину седимента.

## Историја
У старим воденицама за млевење брашна, енергија воде која се креће је преношена на воденичко коло, које се окретало и преко осовине преносило кретање на млински камен, који је дробио зрневље у брашно. Сличан директан механички пренос је кориштен за пилане и разне друге потребе. Предност директних метода је била једноставност, поузданост и практично „бесплатна“ енергија уз врло мало приметног утицаја на околину.
После открића електричног генератора у 19. веку, почеле су да се граде све веће хидроелектране, гдје се механичка енергија воде претвара у електричну у генератору. Једна од првих која је производила наизменичну струју, са учешћем Николе Тесле, је подигнута на Нијагариним водопадима, САД и Канада. Предност овога је да се енергија преко жица може пренети на велике удаљености. Раније фабрике су често морале да буду на обалама река да искористе директну хидроенергију, поготово прије открића парне машине. Парне машине међутим нису биле погодне за мале потрошаче, па је тек појава јефтиног електрицитета из хидроелектрана решила тај проблем.

### Воденице и млинови
Енергија воде се користи већ стотинама година. У древној Индији су се градиле воденице и водени млинови, у Римском царству енергија воде се користила за погон млинова који су производили брашно од жита; користила се и за пиљење дрва и обликовање камена. Снага воденог таласа испуштеног из спремника користила се за издвајање металне руде у старом рударском процесу. Тај се процес широко користио у Британији, у средњем веку. Користио се за добивање олова и калаја, а касније се из њега развило хидраулично рударење које је било у употреби током калифорнијске потере за златом.
У Кини и остатку Далеког истока захваљујући енергији воде користиле су се пумпе засноване на принципу точка са спремницима за подизање воде у канале за наводњавање. Током 1830-их година, на врхунцу периода изградње канала, енергија воде се користила за превоз тегленица уз, као и низ стрме падине помоћу колосека с накошеном равни. Директни пренос снаге захтевао је да делатности које су користиле енергију воде буду смештене близу водопада. На пример, током друге половине 19. века изграђени су многи млинови за жито крај слапова Св. Антуна, који су користили 15-метарски водопад до реке Мисисипи. Ти су млинови допринели развоју Минеаполиса.

### Хидрауличке цеви
Системи хидрауличких мрежа такође су постојали. Састојали су се од цеви у којима се налазила течност под притиском, која би преносила енергију од извора, на пример пумпе, до крајњих корисника. Овакве су мреже биле врло раширене у викторијанским градовима Уједињеног Краљевства.

### Компримовани ваздух помоћу хидроенергије
На местима са пуно воде може се директно генерисати компримовани ваздух, без покретних делова. У тим изведбама, падајући стуб воде намерно је помешан с мехурићима ваздуха који су настали турбуленцијом на вишим нивоима усиса. Та смеса пада низ цев у дубоку подземну комору где је турбуленција мања те се мехурићи ваздуха одвајају и испловљавају на површину. Висина воденог стуба спречава компримованом ваздуху да побегне из коморе, док излаз, који се налази испод нивоа воде допушта води да се враћа на површину на нижем нивоу од усиса. Објект на овом принципу изграђен је на реци Монтреал у близини Кобалта, у држави Онтарио у 1910. и испоручује 5000 коњских снага до оближњих рудника.

## Утицај у природи
У хидрологији се енергија воде манифестује кроз деловање силе на корито и обале река услед кретања воде. Та је појава посебно изражена у случају високог водостаја или поплаве. Снага воде делује на корито и обале реке, односећи с њих талог и остале материјале, што узрокује ерозију и остале промене у речном току.

## Савремена употреба
Тренутно је у употреби или развоју више облика кориштења енергије воде. Неки облици су искључиво механички, а већина је окренута претварању енергије воде у електричну енергију. Међу ширим подручјима су:
- Воденице, које се користе већ вековима за погон млинова и осталих машина;
- Електрична енергија добијена из воде; што се уобичајено односи на водене бране или поставе уз реке (нпр. воденице чији се погон темељи на хидраулици);
- Енергија водених токова, која се добија из енергије кретања (кинетичке енергије) река, потока и океана;
- Вртложна енергија, која се добија из вртлога;
- Енергија плиме и осеке;
- Енергија добијена из протока узрокованих плимним менама;
- Енергија таласа;
- Осмотска енергија, односно енергија градијента салинитета, помоћу које се енергија добива из разлике у концентрацији соли између морске и речне воде;
- Енергија морских струја;
- Енергија добијена из разлике температуре океана на различитим дубинама.

Хидроенергетска енергија је данас извор 715.000 , односно 19% електричне енергије произведене у свету. Велике бране се још увек пројектују. Тренутно највећа хидроелектрана на свету, Хидроелектрана Три клисуре, изграђена је у Кини, на реци Јангце. Осим у неколицини земаља које имају енергије воде довољне за покривање већине потреба за електричном енергијом, хидроелектране уобичајено покривају вршне потребе за електричном енергијом захваљујући могућности брзог пуштања у погон. Такође, хидропотенцијал се може користити као велики спремник јефтине енергије уколико се при сувишној производњи хидрогенератор користи као пумпа (реверзибилне хидроелектране).
Хидроенергија у основи не ствара емисију угљен-диоксида CO2 ни остале штетне материје, за разлику од изгарања фосилних горива, те стога није значајни чинилац глобалног загревања услед штетних емисија CO2. Енергија добијена из хидроелектрана може бити знатно јефтинија од енергије добијене из фосилних горива или нуклеарне енергије. Подручја с обиљем хидропотенцијала привлаче индустрију. Међутим, брига за животну средину може бити препрека развоју хидроенергетике.
Главна предност хидроелектрана је њихова способност да покрију сезонску и дневну вршну потражњу за електричном енергијом. Када се смањи потражња, брана једноставно задржава више воде, која онда даје снажнији ток. Неке хидроцентрале користе бране за чување вишка енергије (често током ноћи) тако да хидрогенератор користе као пумпу која воду враћа у акумулацију. Електрична се енергија може опет генерирати у случају пораста потражње. У пракси се кориштење спремљене воде компликује због потреба за наводњавањем, које се могу јавити истовремено кад и вршна електрична оптерећења. Не захтевају све хидроелектране брану: неке користе проток само дела тока реке, што је карактеристика мањих хидроелектрана. Пример технологије у развоју је технологија заснована на Горловљевој хеликоидној турбини.

### Енергија плиме и осеке
Искориштавање енергије плиме и осеке у заливу или естуарију постоји у Француској (од 1966), у Канади и Русији, а могло би се проширити и на остале локације где се јавља велика промена нивоа мора у време плиме и осеке. „Заробљена” вода пропушта се кроз плимну брану у оба смера и покреће турбине. Овакви системи ефикасно генеришу електричну енергију у кратким циклусима сваких 6 сати (приликом сваке мене). Ово ограничава примену енергије плиме и осеке: ова је енергија врло предвидљива, али не може задовољити брзо мењајуће потребе.

### Енергија струјања плиме и осеке
Реч је о релативно новој технологији која енергију црпи из струјања воде које се ствара при морским менама. Принцип рада је сличан ономе код ветрогенератора. Што је већа густина воде, генератор може произвести већу снагу. Ова је технологија у раном стадију развоја и захтева још истраживања пре него што постане значајнији учесник у опскрби електричном енергијом, али неки прототипи већ дају обећавајуће резултате.

### Енергија морских таласа
Искориштавање површинских океанских таласа даје знатно више енергије од плимних кретања. У Шкотској и Уједињеном Краљевству истражена ја изведивост тога. Генератори су причвршћени на плутајуће платформе, а проласком воде кроз шупље бетонске конструкције производе електричну енергију. Бројне техничке тешкоће успориле су напредак.
Прототип генератора из енергије таласа гради се у Порт Кемблу у Аустралији и очекује се да би могао произвести енергију од 500 MWh годишње. Претварач енергије таласа конструисан је у јуну 2005. и почетни су резултати надмашили очекивања за време таласа мале енергије. Енергија таласа обухвата се помоћу генератора погоњеног ваздухом и претвара у електричну. За државе с дугачком обалом изложеном снажним таласима, енергија таласа омогућава генерирање електричне енергије довољне за потребе опскрбе.

## Карактеристике
Ради проучавања хидроенергетике потребно је познавати неколико карактеристика овог потенцијала.
- Теоријски потенцијал водних снага је теоретски могућа снага коју водоток може дати без обзира на техничку и економску страну остварљивости постројења. За рачун овог показатеља је потребно познавати висинске разлике за дата јединична одстојања, тј. подужни профил река и потока, трајање и учестаност снага, распоређеност снага дуж тока, расподела снага у функцији времена, просечне и максималне протоке.
- Технички искористив водни потенцијал се одређује на основу разраде неког техничког решења када се утврди реално остварив потенцијал годишње производње енергије.
- Економски искористив водни потенцијал је онај део технички искористивог потенцијала чија се експлоатација економски исплати.

Данас се у свету користи 18% технички искористивог, односно 28% економски искористивог потенцијала. Највећи део неискоришћених резерви се налази у земљама у развоју.
Према стратегији енергетике у Републици Србији је технички потенцијал хидроенергије у Србији око 17000 GWh, од чега је искоришћено око 10000 GWh. Од неискоришћених а технички остваривих 7000 GWh, у великим хидроелектранама је потенцијал 5200 GWh, а у малим хидроелектранама 1800 GWh.

## Развојне могућности
Хидроенергија пружа велике могућности за даљи развој. Иако су веће реке углавном искоришћене, мање реке и потоци пружају могућности за даљу градњу, поготово хидроелектрана проточног типа или са малим бранама.
Када се говори о хидроенергији онда се ту првенствено подразумева енергија водотокова (тј. енергија река). Енергија глечера и енергија морских струја су у овом тренутку неисплативе и технички захтевне за коришћење, те се не користе или је њихово коришћење у експерименталној фази (енергија морских струја). Енергија плиме и осеке своје постојање дугује гравитационом дејству Месеца. Енергија таласа је дериват енергије ветра, те се некад наводи одвојено од хидроенергије.
Енергија таласа, енергија плиме и осеке и енергија морских струја уопштено се сврставају у енергију мора.